# الجامعة التونسية للتجديف
الجامعة التونسية للتجديف (بالإنجليزية: Tunisian Rowing Federation)‏ (بالفرنسية: Fédération Tunisienne d'Aviron)‏ هي جامعة رياضية تونسية تأسست في 15 ماي 2014، تشرف على رياضة التجديف في تونس.

## أهداف
تهدف الجامعة إلى:
- تنظيم وتطوير ومراقبة ممارسة رياضة التجديف بمختلف أشكالها على التراب التونسي.
- إدارة وتنسيق أنشطة الجمعيات التي تضم الأعضاء الممارسين لرياضة التجديف بمختلف أشكالها.
- الدفاع عن مصالح رياضة التجديف في تونس.

## المسيرون
- الرئيس: سليم بن بوبكر
- نائب الرئيس: مبارك الخماسي
- أمين مال: مختار الصغيري
- الأعضاء: إيناس همامي - منير حمزاوي - سمير كريّم - عمر الطيب - مريم بالرقيقة - حبيب بن مسهل - دنيا قوبعة - محسن طرابلسي - محمد بن سالم

## عضوية
وهي عضو بالاتحاد الدولي للتجديف والاتحاد الأفريقي للتجديف.

## مقالات ذات صلة
- تجديف

## وصلة خارجية
- الموقع الرسمي للجامعة التونسية للتجديف.